# 近无毛野芝麻
近无毛野芝麻（学名：Lamium barbatum var. glabrescens）为唇形科野芝麻属下的一个变种。